# ReLoad
ReLoad é o sétimo álbum de estúdio da banda Metallica, lançado a 18 de Novembro de 1997. Ele é a gravação de músicas que não fizeram parte do álbum anterior Load.
Até à data o álbum vendeu mais de 4 milhões de cópias nos Estados Unidos, e foi certificado Ouro no Reino Unido, tendo vendido mais de 100 mil cópias.

## Faixas
| N.º | Título                      | Compositor(es)            | Duração |  |
| 1.  | "Fuel"                      | Hetfield, Ulrich, Hammett | 4:29    |  |
| 2.  | "The Memory Remains"        | Hetfield, Ulrich          | 4:39    |  |
| 3.  | "Devil's Dance"             | Hetfield, Ulrich          | 5:18    |  |
| 4.  | "The Unforgiven II"         | Hetfield, Ulrich, Hammett | 6:36    |  |
| 5.  | "Better than You"           | Hetfield, Ulrich          | 5:21    |  |
| 6.  | "Slither"                   | Hetfield, Ulrich, Hammett | 5:13    |  |
| 7.  | "Carpe Diem Baby"           | Hetfield, Ulrich, Hammett | 6:12    |  |
| 8.  | "Bad Seed"                  | Hetfield, Ulrich, Hammett | 4:05    |  |
| 9.  | "Where The Wild Things Are" | Hetfield, Ulrich, Newsted | 6:52    |  |
| 10. | "Prince Charming"           | Hetfield, Ulrich          | 6:04    |  |
| 11. | "Low Man's Lyric"           | Hetfield, Ulrich          | 7:36    |  |
| 12. | "Attitude"                  | Hetfield, Ulrich          | 5:16    |  |
| 13. | "Fixxxer"                   | Hetfield, Ulrich, Hammett | 8:14    |  |

## Créditos
- James Hetfield - Guitarra, vocal e produção
- Kirk Hammett - Guitarra
- Jason Newsted - Baixo
- Lars Ulrich - Bateria, percussão e produção

## Recepção

### Crítica
| Críticas profissionais | Críticas profissionais |
| Avaliações da crítica  | Avaliações da crítica  |
| Fonte                  | Avaliação              |
| ---------------------- | ---------------------- |
| Allmusic               | link                   |
| Rolling Stone          | link                   |

Em 2020, a Metal Hammer incluiu o lançamento em sua lista dos 10 melhores álbuns de 1997 e também em sua lista de 20 melhores álbuns de metal do mesmo ano.

### Comercial

#### Certificações
| País           | Certificação                           | Vendas     |
| -------------- | -------------------------------------- | ---------- |
| Alemanha       | Platina - Bundesverband Musikindustrie | 500.000+   |
| Canadá         | 2× Platina - Music Canada              | 200.000    |
| Estados Unidos | 4× Platina - RIAA                      | 4.036.000+ |
| Finlândia      | Platina - IFPI Finlândia               | 45.271+    |
| Reino Unido    | Ouro - BPI                             | 100.000+   |
| Europa (total) | 2× Platina - IFPI                      | 2.000.000  |